# Lamborghini Murciélago LP640
De Lamborghini Murciélago LP640 is een verbeterde versie van de Lamborghini Murciélago, een sportwagen van de Italiaanse autobouwer en Audidochter Lamborghini. LP640 verwijst naar de positie en het vermogen van de motor: "Longitudinale Posteriore" (longitudinaal achteraan) en 640 pk. De LP640 werd gepresenteerd op de Autosalon van Genève in 2006 als opvolger voor de gewone Murciélago.
De 6,2-liter V12-motor is vervangen door een 6,5-liter V12 die 60 pk meer levert. Het koppel steeg 10 Nm van 650 Nm tot 660 Nm. De auto heeft standaard vierwielaandrijving waarbij er onder normale omstandigheden 70% van de kracht naar de achterwielen gestuurd wordt. Dit kan echter oplopen tot 100% als de voorwielen grip verliezen.

## Roadster

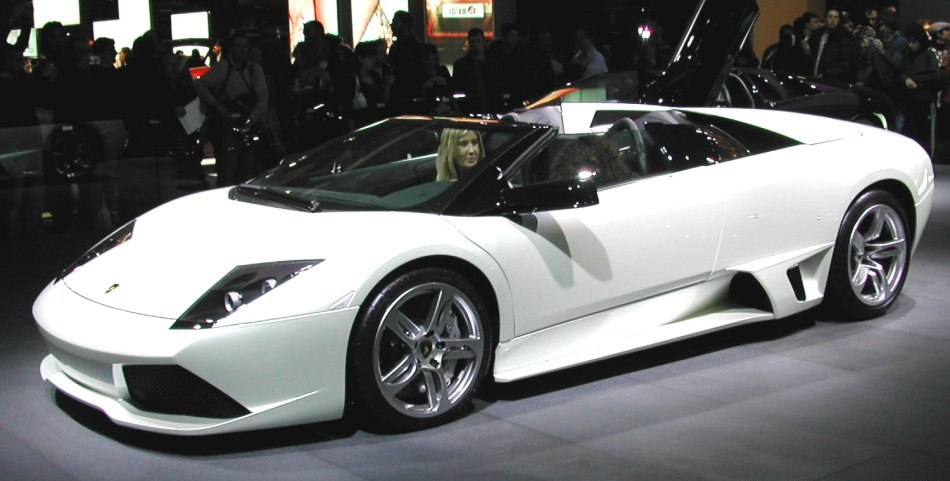
Lamborghini Murciélago LP640 Roadster

Op de Greater Los Angeles Auto Show in 2006 werd ook de Lamborghini Murciélago LP640 Roadster gepresenteerd. Deze heeft dezelfde 6,5-liter V12-motor en volgde de Murciélago Roadster op. Hij is voorzien van een stoffen kap, net zoals zijn voorganger. Met open dak kan de LP640 Roadster een snelheid van maximaal 160 km/u rijden.

## Prestaties
Zowel de LP640 als de LP640 Roadster sprinten in 3,4 seconden naar de 100 km/u. De coupé heeft een topsnelheid van ongeveer 340 km/u, de Roadster gaat tot 330 km/u.
Huidige modellen:
Huracán ·
Aventador ·
Urus
Uitvoeringen Lamborghini Gallardo:
Coupé ·
SE ·
Spyder ·
Superleggera ·
LP560-4 ·
LP560-4 Spyder ·
LP550-2 Valentino Balboni ·
LP570-4 Superleggera
Uitvoeringen Lamborghini Murciélago:
Coupé ·
Roadster ·
40th Anniversary ·
LP640 ·
LP640 Roadster ·
LP650-4 Roadster ·
LP670-4 SV ·
Reventón ·
Reventón Roadster
Oudere modellen:
350 GT · 
400 GT · 
Miura · 
Espada · 
Flying Star II · 
Islero · 
Jarama · 
Urraco · 
Countach · 
Silhouette · 
Jalpa · 
LM002 · 
Diablo · 
Murciélago ·
Gallardo
Concepten:
Alar ·
Asterion ·
Athon ·
Estoque ·
Sesto Elemento ·
Portofino